# Amegilla natalensis
Amegilla natalensis är en biart som först beskrevs av Heinrich Friese 1922.  Amegilla natalensis ingår i släktet Amegilla och familjen långtungebin. Inga underarter finns listade i Catalogue of Life.